# Zapalenie ucha zewnętrznego
Zapalenie ucha zewnętrznego (łac. otitis externa), zwane też uchem pływaka – schorzenie o charakterze infekcyjnym (spowodowane przez bakterie lub wirusy). Najczęstszą przyczyną tego schorzenia jest wirus opryszczki, powodujący  zmiany o charakterze półpaśca. Zapalenie zlokalizowane jest w obrębie przewodu słuchowego (łac. zoster oticus).

## Objawy
Zapalenie spowodowane przez bakterie przebiega z bolesnym obrzękiem. Równolegle z narastaniem obrzęku pojawiają się zaburzenia słuchu, ponieważ obrzęk przewodu słuchowego utrudnia przewodzenie fal głosowych. Wirus półpaśca jest przyczyną zaczerwienienia skóry przewodu słuchowego i często całego ucha zewnętrznego oraz występowania pęcherzyków wypełnionych krwistym płynem. Obraz kliniczny uzupełniają: 
- upośledzenie słuchu,
- zawroty głowy,
- niedowład lub porażenie nerwu twarzowego po stronie zapalenia.

## Powikłania
Najbardziej zagrożone są osoby chore na cukrzycę oraz osoby z upośledzeniem procesów immunologicznych (odpornościowych). U tych osób proces zapalny może spowodować niebezpieczną infekcję (łac. otitis externa maligna – złośliwe zapalenie ucha zewnętrznego) spowodowaną przez pałeczkę ropy błękitnej, szerzącą się na okoliczne obszary (skóra, tkanka podskórna, chrząstki, elementy kostne, układ nerwowy).

## Leczenie
Sposób leczenia zależy od nasilenia choroby i ewentualnych schorzeń towarzyszących. Czasem wystarcza płukanie ucha letnią wodą, co może być wykonane jedynie przez lekarza. Jeśli występują silne bóle stosuje się krople do uszu, które mają za zadanie łagodzenie bólu i zmniejszanie obrzęku. Antybiotyki stosuje się najczęściej u osób cierpiących na cukrzycę i choroby związane z zaburzeniem odporności, co zabezpiecza przed groźnymi powikłaniami.

## Klasyfikacja ICD10
| kod ICD10     | nazwa choroby                                    |
| ------------- | ------------------------------------------------ |
| ICD-10: H60   | Zapalenie ucha zewnętrznego                      |
| ICD-10: H60.0 | Ropień ucha zewnętrznego                         |
| ICD-10: H60.1 | Rozlane zapalenie (cellulitis) ucha zewnętrznego |
| ICD-10: H60.2 | Złośliwe zapalenie ucha zewnętrznego             |
| ICD-10: H60.3 | Inne zakaźne zapalenie ucha zewnętrznego         |
| ICD-10: H60.4 | Perlak ucha zewnętrznego                         |
| ICD-10: H60.5 | Ostre, niezakaźne zapalenie ucha zewnętrznego    |
| ICD-10: H60.8 | Inne zapalenie ucha zewnętrznego                 |
| ICD-10: H60.9 | Zapalenie ucha zewnętrznego, nieokreślone        |